# Artik
Artik (en arménien Արթիկ) est une ville d'Arménie située dans le marz de Shirak. En 2008, elle compte 17 356 habitants.
Un cratère de Mars a été nommé Artik en référence à cette ville.

## Démographie
Depuis 1831, l'évolution démographique de Artik a été la suivante :
| 1831 | 1873  | 1897  | 2001   | 2004   |
| ---- | ----- | ----- | ------ | ------ |
| 647  | 2 359 | 2 950 | 17 561 | 17 500 |

| 2015   | 2020   | - | - | - |
| ------ | ------ | - | - | - |
| 18 900 | 17 800 | - | - | - |

| Histogramme de l'évolution démographique de Artik                                                                                             |        |
| \| 1831 \| 647 \| \| 1873 \| 2 359 \| \| 1897 \| 2 950 \| \| 2001 \| 17 561 \| \| 2004 \| 17 500 \| \| 2015 \| 18 900 \| \| 2020 \| 17 800 \| |        |
| 1831 | 647    |
| 1873 | 2 359  |
| 1897 | 2 950  |
| 2001 | 17 561 |
| 2004 | 17 500 |
| 2015 | 18 900 |
| 2020 | 17 800 |

## Pacte de coopération, de solidarité et d'amitié
- Vaulx-en-Velin (France)[7]